# Papirus Egerton 2

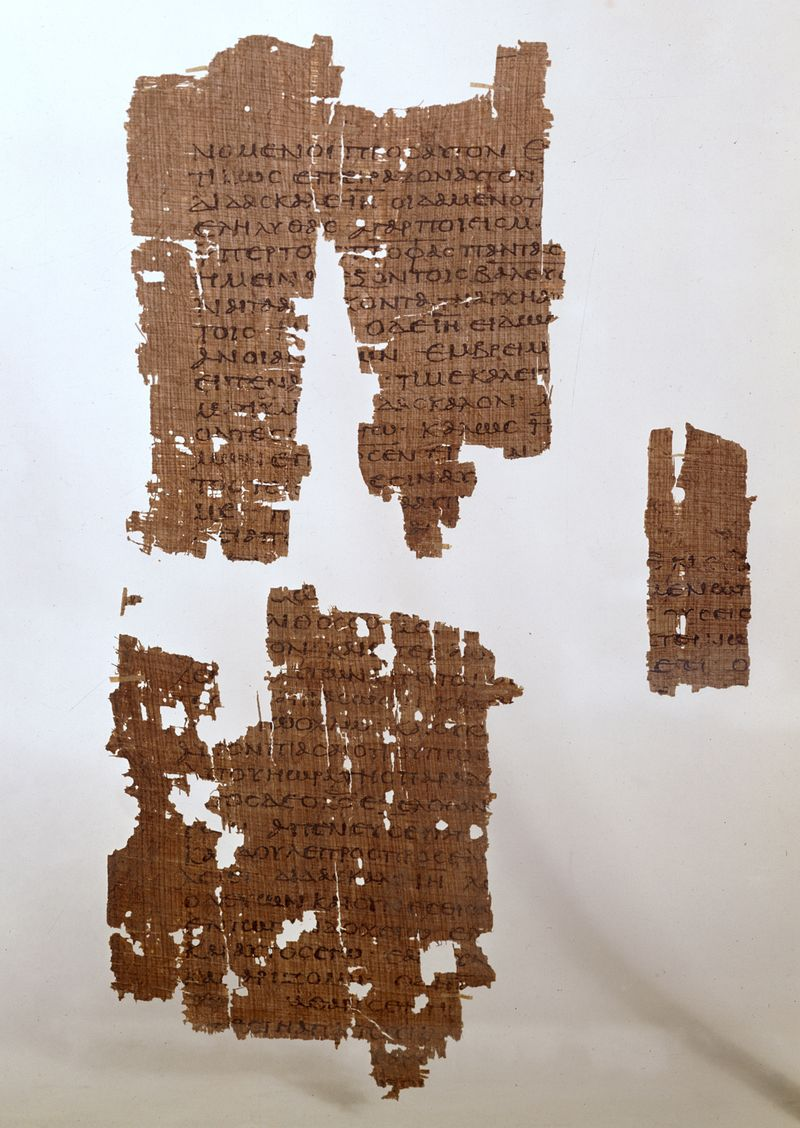
Papirus Egerton 2 (recto)

Papirus Egerton 2 (P.Egert. 2), znany także jako Ewangelia Egerton – zbiór trzech papirusowych kart, zawierających rękopis fragmentów nieznanej ewangelii. Datowany na koniec II wieku (około 200 rok).

## Opis
Papirus został wydany w 1935 roku, a w 1987 roku został uzupełniony o papirus koloński (P.Köln 255). Składa się z trzech kart, w tym jednej bardzo uszkodzonej. Papirus jest fragmentem nieznanej ewangelii.

## Treść
Papirus zawiera cztery perykopy. Pierwsza opisuje koniec dyskusji z uczonymi w Piśmie i jest pod wpływem Ewangelii Jana. Następne są pod wpływem ewangelii synoptycznych. Druga perykopa jest rozbudowanym opisem uzdrowienia trędowatego. Trzecia perykopa dotyczy płacenia podatków, a czwarta jest nieczytelna.
Marek Starowieyski podaje różne możliwości pochodzenia tekstu: Ewangelia Egipcjan (lub inna), antyjudaistyczna kompilacja Ewangelii Łukasza i Jana bądź tradycja ustna.